# Daisuke Suzuki (futbolista)
Daisuke Suzuki (Tokio, Japón, 29 de enero de 1990) es un futbolista japonés. Juega de defensa central y su actual equipo es el JEF United Chiba.

## Trayectoria
El central participó en la Liga de Campeones de Asia en dos campañas, la 2013 y la 2015, con el Kashiwa Reysol de su país, al que llegó procedente de la cantera del Albirex Niigata.
Durante el febrero de 2016 y tras convencer al cuerpo técnico, el defensa nipón firma con el Nàstic de Tarragona de la Liga Adelante (Segunda división de España) para lo que queda de temporada con opción a dos más dependiendo de su rendimiento. Tras finalizar contrato con el conjunto tarraconense volvió al Kashiwa Reysol en septiembre de 2018. De cara al año 2019 cambió de aires y fichó por el Urawa Red Diamonds.

## Selección nacional
Ha sido internacional con la selección de fútbol de Japón, con la que disputó 2 encuentros durante 2013 y participó en los Juegos Olímpicos de Londres 2012 en la que la selección de Japón obtuvo la cuarta posición.

## Clubes
| Club                   | País   | Año       | Partidos | Goles |
| ---------------------- | ------ | --------- | -------- | ----- |
| Albirex Niigata        | Japón  | 2008-2012 | 57       | 1     |
| Kashiwa Reysol         | Japón  | 2012-2016 | 89       | 7     |
| Gimnàstic de Tarragona | España | 2016-2018 | 73       | 1     |
| Kashiwa Reysol         | Japón  | 2018      | 11       | 1     |
| Urawa Red Diamonds     | Japón  | 2019-2021 | 34       | 1     |
| JEF United Chiba       | Japón  | 2021-     | 97       | 9     |